# Erwin Baker
Erwin George „Cannonball” Baker (ur. 12 marca 1882 w Weisbergu, zm. 11 maja 1960 w Indianapolis) – amerykański kierowca wyścigowy. Wielokrotny rekordzista w czasach przejazdów motocyklowych na długich dystansach. Pierwszy komisarz NASCAR.

## Kariera wyścigowa
W swojej karierze Fetterman startował głównie w Stanach Zjednoczonych w mistrzostwach AAA Championship Car oraz towarzyszącym mistrzostwom słynnym wyścigu Indianapolis 500. W 1922 roku był jedenasty na torze Indianapolis Motor Speedway, korzystając z samochodu Frontenac.

## Rekordy
Pierwszy rekord Baker ustanowił w 1914 roku, kiedy w 11 dni pokonał trasę łączącą wschodnie i zachodnie wybrzeże Stanów Zjednoczonych. Dwa lata później Amerykanin podróżował siedem dni z Los Angeles do Nowego Jorku. Nowym rekordem na trasie łączącej oba wybrzeża Baker mógł się pochwalić w 1926 roku, kiedy 5 dni 7 godzin i 30 minut zajął mu przejazd z Nowego Jorku do San Francisco. Jego najsłynniejszym rekordem był jednak ten ustanowiony w 1933 roku. Z Nowego Jorku do Los Angeles dotarł wówczas w 53,5 godziny. Rekord ten przetrwał prawie 40 lat.